# Breuna
Breuna é um município da Alemanha, situado no distrito de Kassel, no estado de Hesse. Tem 40,47 km² de área, e sua população em 2019 foi estimada em 3.521 habitantes.